# 李玉英
李玉英（1952年—），宁夏隆德人，汉族，中华人民共和国政治人物、第十一届全国人民代表大会江西地区代表。
毕业于江西大学中文系汉语言文学专业，是中共党员。担任江西省委宣传部副部长、省文化厅党组书记、厅长。2008年起担任全国人大代表。